# Climat de la Charente-Maritime
Pour un article plus général, voir Charente-Maritime.

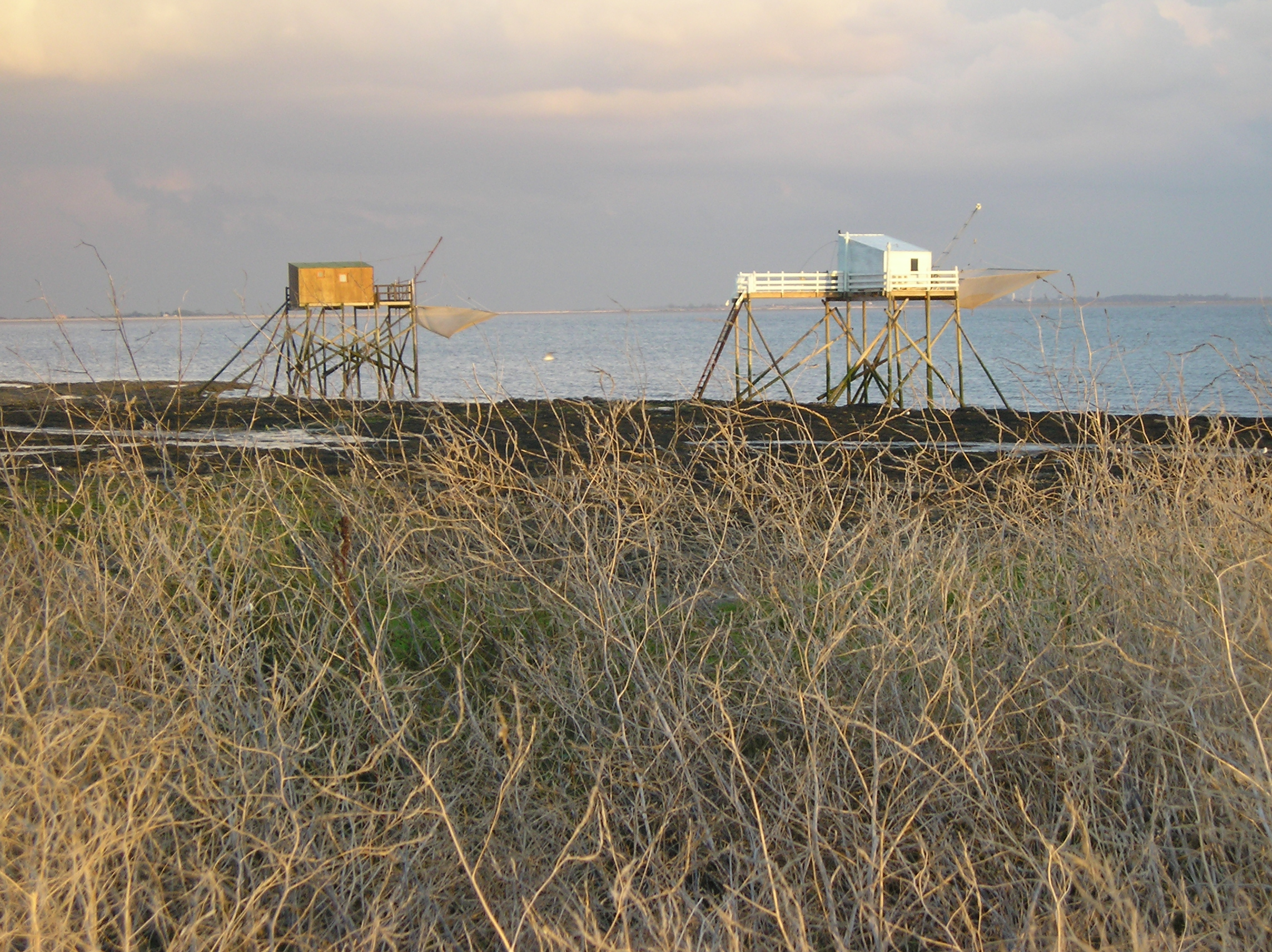
L'Île Madame et ses carrelets, dans le nord-ouest.

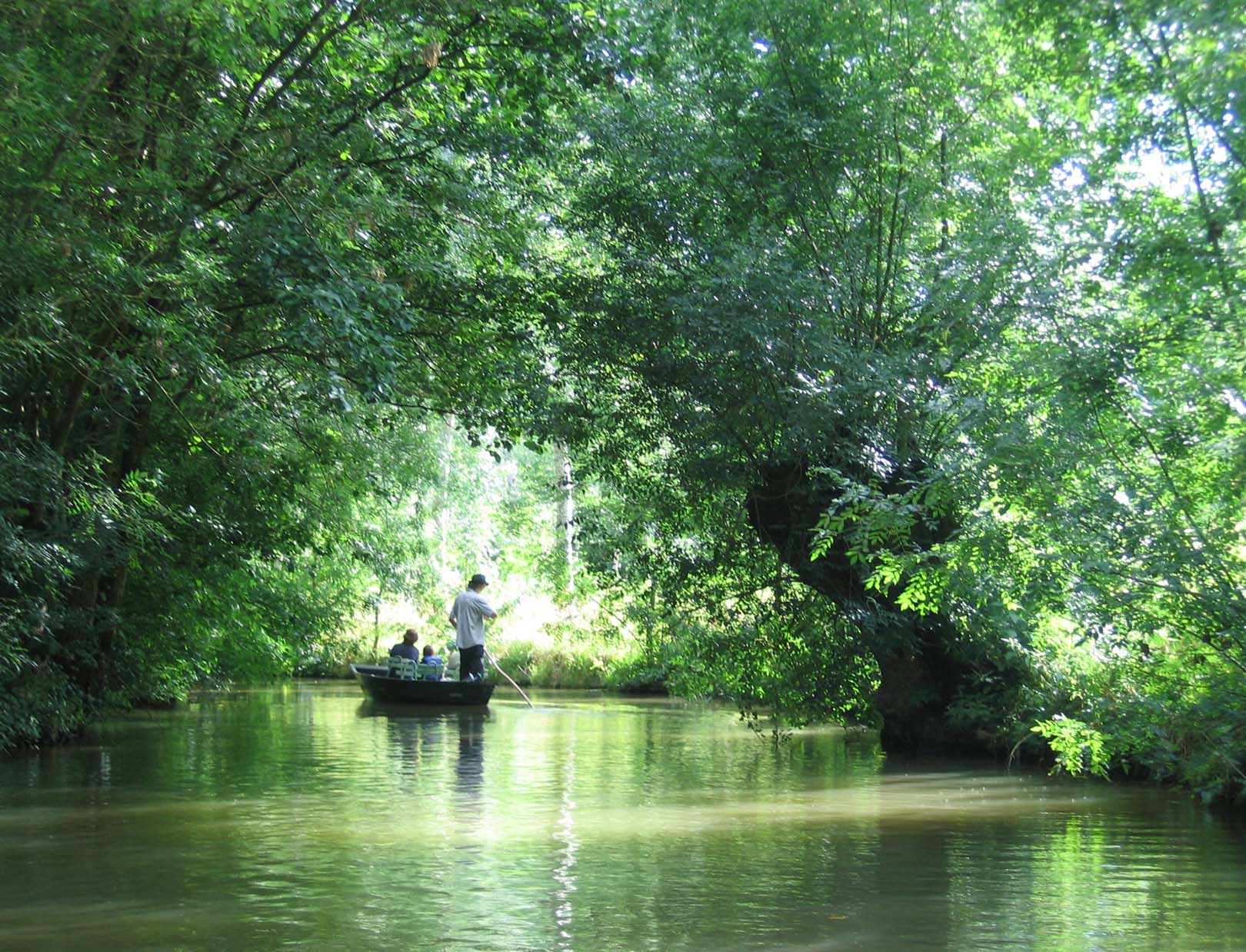
Marais poitevin.

Le climat dont bénéficie la Charente-Maritime est un climat océanique tempéré de type aquitain, marqué par un ensoleillement moyen assez important. La pluviosité y est modérée, les précipitations ne dépassant pas 1 200 mm par an. Les températures, quant à elles, varient en moyenne de + 5 °C en hiver à + 20 °C en été. Les hivers sont doux et pluvieux, mais en été, le climat peut être assez sec, si bien que des épisodes de sécheresse ponctuent certains étés.

## Contraste entre le littoral et l'intérieur des terres
Il existe un contraste entre le littoral, assez sec et ensoleillé et l'intérieur des terres, davantage pluvieux.

### Pluviométrie
La pluviométrie passe ainsi de 750 mm sur le littoral (711 mm à la pointe de Chassiron) à 950 mm en Haute Saintonge.

### Températures
De même, l'amplitude thermique augmente au fur et à mesure qu'on s'éloigne de l'océan Atlantique : 7 °C sur le littoral, 10 °C sur l'est du département.
Les froids hivernaux sont notamment plus intenses dans l'Est que dans l'Ouest du département.
- Cognac (Charente) compte ainsi 40 jours de gel en moyenne par an, tandis que La Rochelle n'en compte que 23 et la pointe de Chassiron, située à l'ouest de l'île d'Oléron, 11[2]. Quant au record absolu d'épaisseur de neige, il n'est que de 20 cm à La Rochelle[3].
- De même, le record absolu de température négative à La Rochelle est de −13,6 °C contre −19,4 °C à Cognac et −9,7 °C à la pointe de Chassiron[4].
- Pareillement, la neige est plus rare sur le littoral : trois jours par an en moyenne à La Rochelle, deux jours à la pointe de Chassiron et à Royan, que dans l'est et le sud du département (six jours en moyenne par an à Cognac)[Note 1].
- Enfin l'hiver, les premières gelées d'automne se produisent en moyenne avec un décalage d'un mois entre l'Est du département (1er novembre) et l'Ouest (1er décembre).

Inversement, les étés sont en moyenne plus chauds à Cognac que sur le littoral, où les températures sont tempérées par la brise de mer et l'influence de l'océan.
- Cognac connaît ainsi en moyenne 71,5 jours de chaleur par an, où les températures dépassent 25 °C, contre 43 jours pour La Rochelle et 20 pour Chassiron. De même Cognac a en moyenne 21 jours de fortes chaleurs par an (T > 30 °C), contre 10,5 jours pour La Rochelle et 2 pour la pointe de Chassiron. Quant au nombre moyen de jours de canicule par an (T > 35 °C), il est nul pour la pointe de Chassiron, de 1 jour pour La Rochelle, et de 2,5 jours pour Cognac[5].

- Pour ce qui est des températures moyennes, elles sont également plus élevée dans l'intérieur des côtes que sur le littoral.

### Ensoleillement
L'ensoleillement estival et annuel est également plus important le long du littoral puisqu'il atteint 2 250 heures à La Rochelle en moyenne pour la période 1961-1990, et passe à 2 024 heures à Cognac. Le bon ensoleillement du littoral s'expliquerait en partie par le faible boisement du département, la proximité de la mer et la faible rugosité, entre autres.

### Orages
Les orages sont fréquents à l'intérieur des terres, surtout le long de la Charente : 25 jours d'orage par an en moyenne à Cognac, 13 à La Rochelle et 11 jours pour la station Royan-La Coubre (Données sur la période 1961 / 1990)[réf. souhaitée].

### Vent

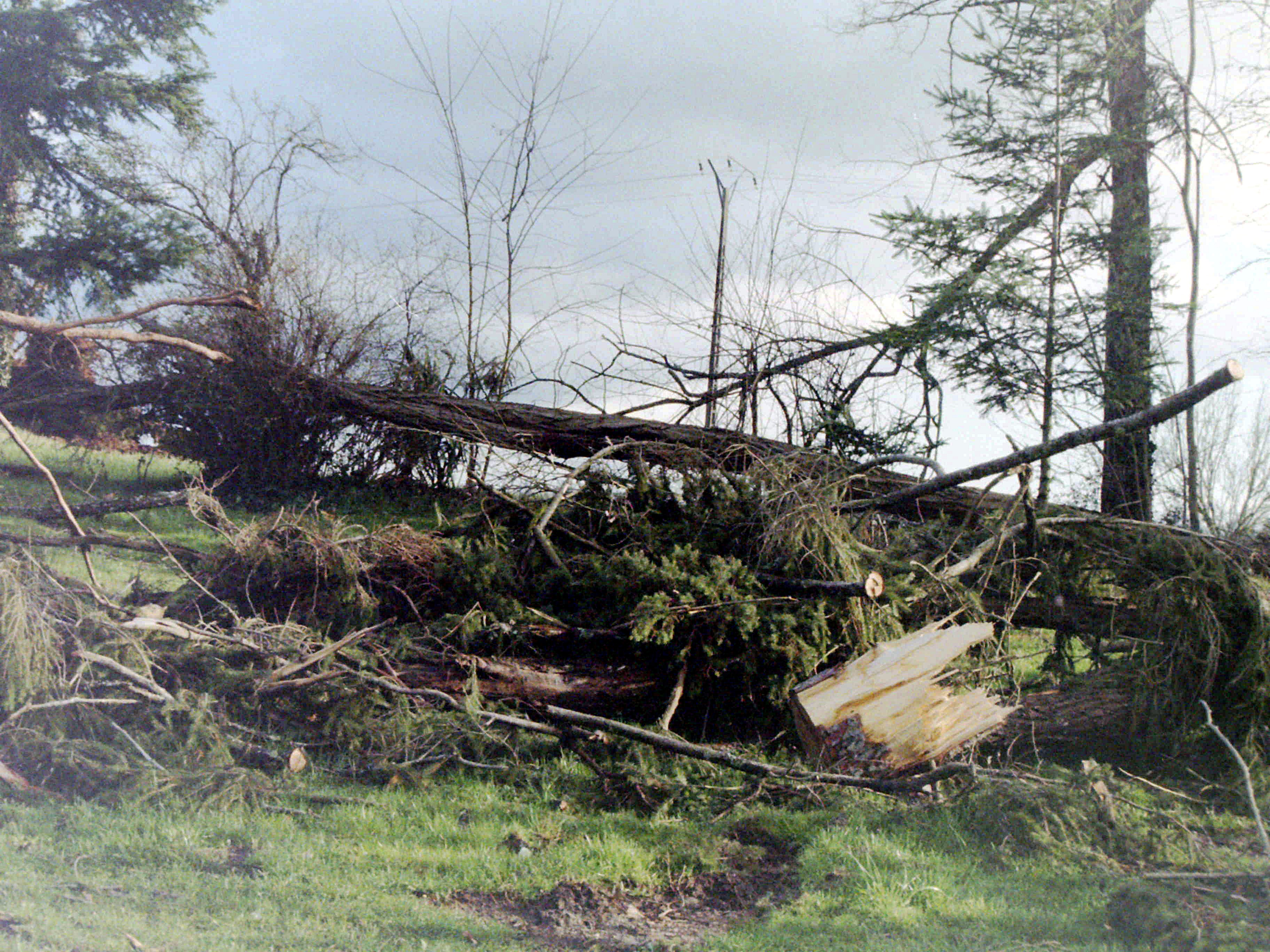
Dégâts après la tempête Martin en 1999.

Le vent souffle de manière assez régulière sur le littoral, et peut atteindre des vitesses importantes dans les épisodes extrêmes. Lors du passage de la tempête Martin (en 1999), une pointe de 198 km/h a ainsi été enregistrée sur l'île d'Oléron, à pointe de Chassiron, ce qui est comparable aux valeurs du littoral breton[réf. souhaitée].
D'une manière générale, la baisse de l’influence océanique se fait sentir à l’intérieur des terres. Le vent dépasse les 60 km/h à approximativement 50 reprises dans l'année sur la côte, pour seulement une vingtaine en Saintonge centrale, qui de plus ne bénéficie pas de l'influence de la brise marine[réf. souhaitée].

## Un climat presque méditerranéen sur les îles et le littoral

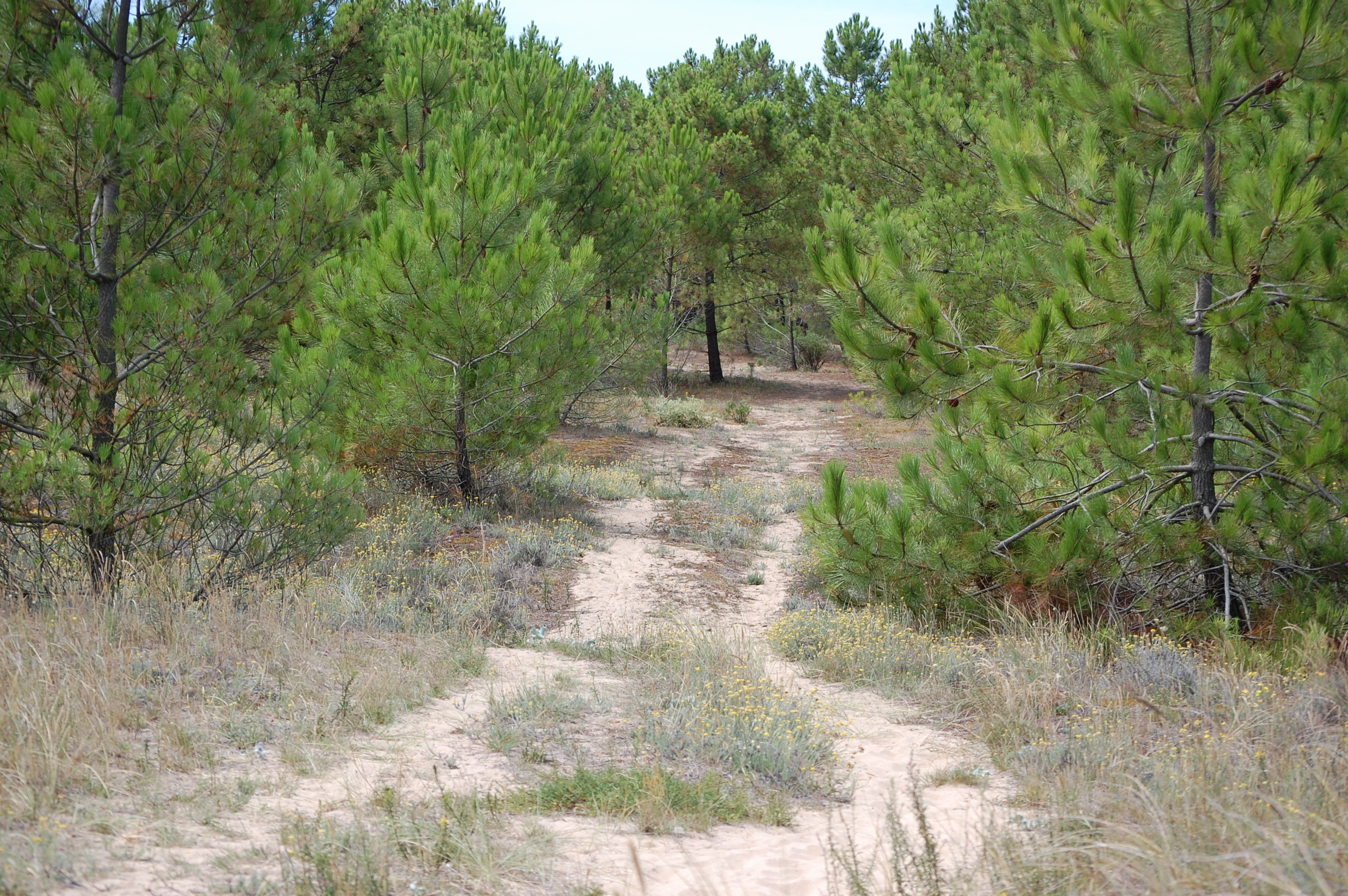
Forêt de Saint-Trojan sur l'île d'Oléron.

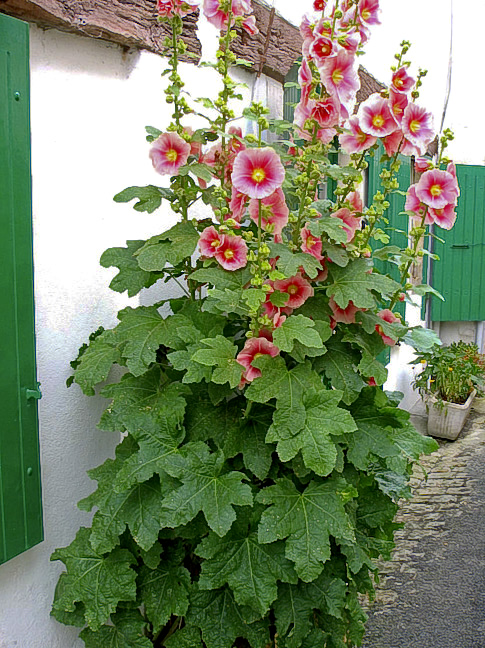
Rose trémière dans une venelle de Saint-Martin-de-Ré.

### Ensoleillement
Les îles de Ré et d'Oléron sont relativement bien ensoleillées. Bien qu'on dispose seulement des données portant sur La Rochelle, il est très probable qu'elles bénéficient d'un ensoleillement moyen proche de 2 300 heures par an, souvent exagéré par les sites et dépliants à vocation touristique (2 600 h). Il est fréquent, de ce point de vue, d'observer par beau temps, des bandes de cumulus épars qui s'accrochent sur le continent, tandis que le ciel est parfaitement dégagé sur les îles.

### Classification
D'après la classification de Köppen, le climat dans les îles est Cfb. En effet, si l'on se réfère aux données climatiques de la Rochelle et de la pointe de Chassiron :
- les trois mois les plus froids ont une température moyenne entre −3 °C et 18 °C (d'où la première lettre C, en sachant que sur les îles, le froid est atténué).
- le mois de juillet est certes relativement sec (P = 35,1 mm, T = 19,8 °C) et donc P < 2.T qui est un mois sec au sens de Gaussen, mais le cumul moyen des précipitations de ce mois reste supérieur au tiers des précipitations du mois le plus pluvieux. Il n'y a donc pas de saison sèche, au sens de Koppen. D'où la lettre f. À noter que les précipitations sont moins importantes quand on se déplace vers l'ouest.
- b indique que le mois le plus chaud a une température moyenne inférieure à 22 °C.

La saison sèche relativement marquée sur les îles et le littoral fait de ce climat un climat de transition entre le climat méditerranéen de type Csb et le climat océanique de type Cfb. Le diagramme climatique de la pointe de Chassiron montre par exemple que la saison humide s'étale sur trois mois, de novembre à janvier, où le cumul des précipitations atteint se stabilise autour de 80 mm, tandis que durant les mois d'avril, juin, juillet et août, il oscille autour de 40 mm, avec 35 mm au mois de juillet. Seul ce mois connaît toutefois une saison proche de la saison sèche, au sens où P < 2.T. Le mois d'août est également proche de cette limite. Au sens de Gaussen, le climat est subméditerranéen car le mois de juillet est un mois sec avec P < 2.T.

### Végétation
La végétation euryméditerranéenne[Information douteuse] qui colonise le littoral traduit cet état de fait. Dans ces îles (et sur la côte), poussent en plein terre des essences méditerranéennes comme les oliviers, mimosas, etc. La principale essence forestière originelle est le chêne vert et le pin parasol s'y ressème naturellement, en particulier sur l'île de Ré. De ce point de vue, la flore du littoral charentais est classée par Bernard Defaut, sur les îles et sur la presqu'île d'Arvert, comme une végétation de type xérique subhumide tempérée (SH3), tandis qu'elle correspond, dans le reste du département à l'étage subxérique tempéré (ou étage subméditerranéen tempéré : SX3),.

## Évènements extrêmes

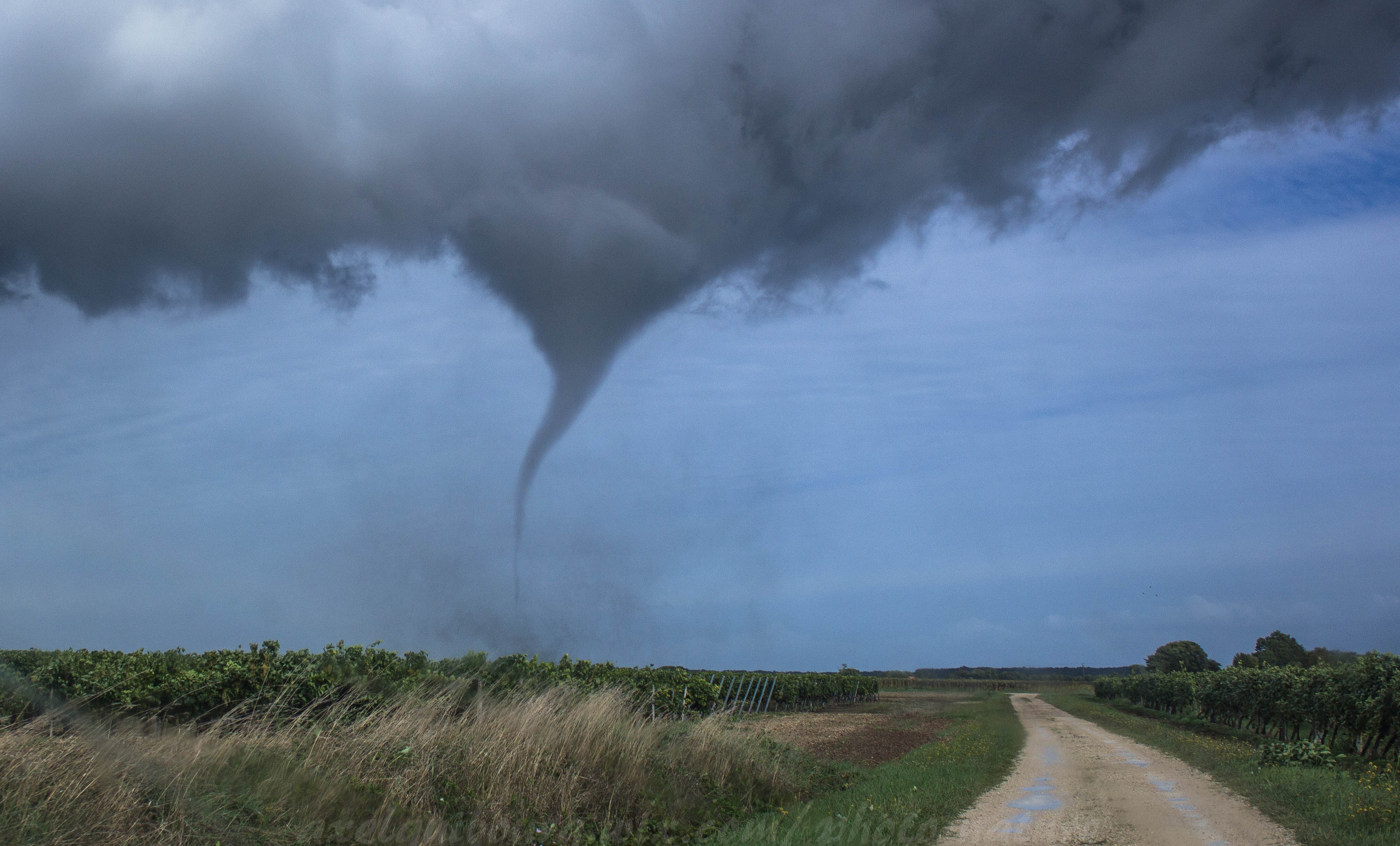
Une tornade à Sonnac en 2015.

Le département de la Charente-Maritime est le département le plus touché par les tornades chaque année. En effet, on y recense à peu près 7 % de tous les cas de tornades en France, soit 31 cas pour ce seul département.